# Jabłoń Sargenta
Jabłoń Sargenta (Malus sargentii) – gatunek drzewa z rodziny różowatych. Występuje w północnej Japonii.

## Morfologia
Niskie drzewo o wysokości do 2 m, tworzące liczne odrosty, które nadają mu pokrój krzewiasty. Kwitnie od maja do czerwca. Pąki kwiatowe różowe. Kwiaty są białe, zgrupowane po 4–5 sztuk. Owoce drobne, kuliste, czerwone, wiszą na cienkich szypułkach i długo utrzymują się na gałązkach. Drzewo kwitnie i owocuje bardzo obficie.

## Zastosowanie
- Jabłoń ta jest uprawiana jako roślina ozdobna[potrzebny przypis].
- Liczne drobne czerwone owoce służą za pokarm ptakom[potrzebny przypis].

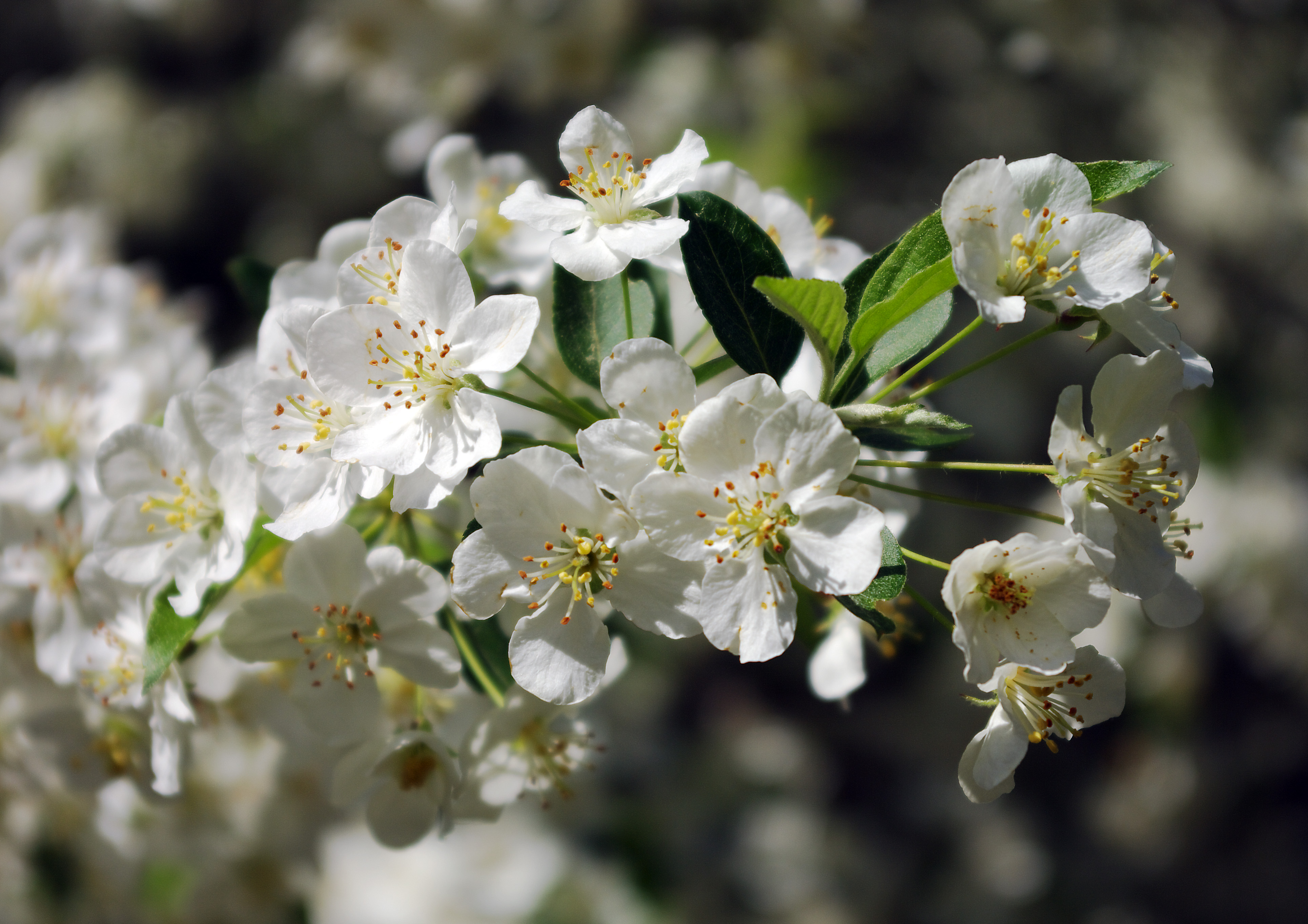
Kwiaty